# Virginia Slims of Albuquerque 1989
Il Virginia Slims of Albuquerque 1989  è stato un torneo di tennis giocato sul cemento. È stata la 1ª edizione del torneo, che fa parte della categoria Tier V nell'ambito del WTA Tour 1989. Si è giocato ad Albuquerque negli USA, dal 14 al 20 agosto 1989.

## Campionesse

### Singolare
Lori McNeil ha battuto in finale  Elna Reinach con il punteggio di 6–1, 6–3

### Doppio
Nicole Provis /  Elna Reinach hanno battuto in finale  Raffaella Reggi /  Arantxa Sánchez Vicario con il punteggio di 4–6, 6–4, 6–2